# D̂
La D con acento circunflejo (Mayúscula: D̂ minúscula: d̂), es un grafema utilizado en la romanización ISO 9 del alfabeto cirílico. Es la letra D diacrítica con acento circunflejo.

## Uso
En la romanización ISO 9 del alfabeto cirílico, ‹ D̂, d̂ › translitera la letra cirílica Dzhe ‹ Џ, џ ›.

## Codificación
La D con acento circunflejo se puede representar con los siguientes caracteres en Unicode
| forma     | representación | Código        | descripciones                                   |
| --------- | -------------- | ------------- | ----------------------------------------------- |
| Mayúscula | D̂              | U+0044 U+0302 | letra mayúscula latina d con acento circunflejo |
| minúscula | d̂              | U+0064 U+0302 | letra minúscula latina d con acento circunflejo |